# トロイーナ
トロイーナ（イタリア語: Troina, シチリア語: Truìna）は、イタリア共和国シチリア州エンナ県にある、人口約9,100人の基礎自治体（コムーネ）。

## 地理

### 位置・広がり

#### 隣接コムーネ
隣接するコムーネは以下の通り。括弧内のCTはカターニア県、MEはメッシーナ県所属を示す。
- ブロンテ (CT)
- チェラーミ
- チェザロ (ME)
- ガリアーノ・カステルフェッラート
- ランダッツォ (CT)
- レガルブート
- サン・テオドーロ (ME)

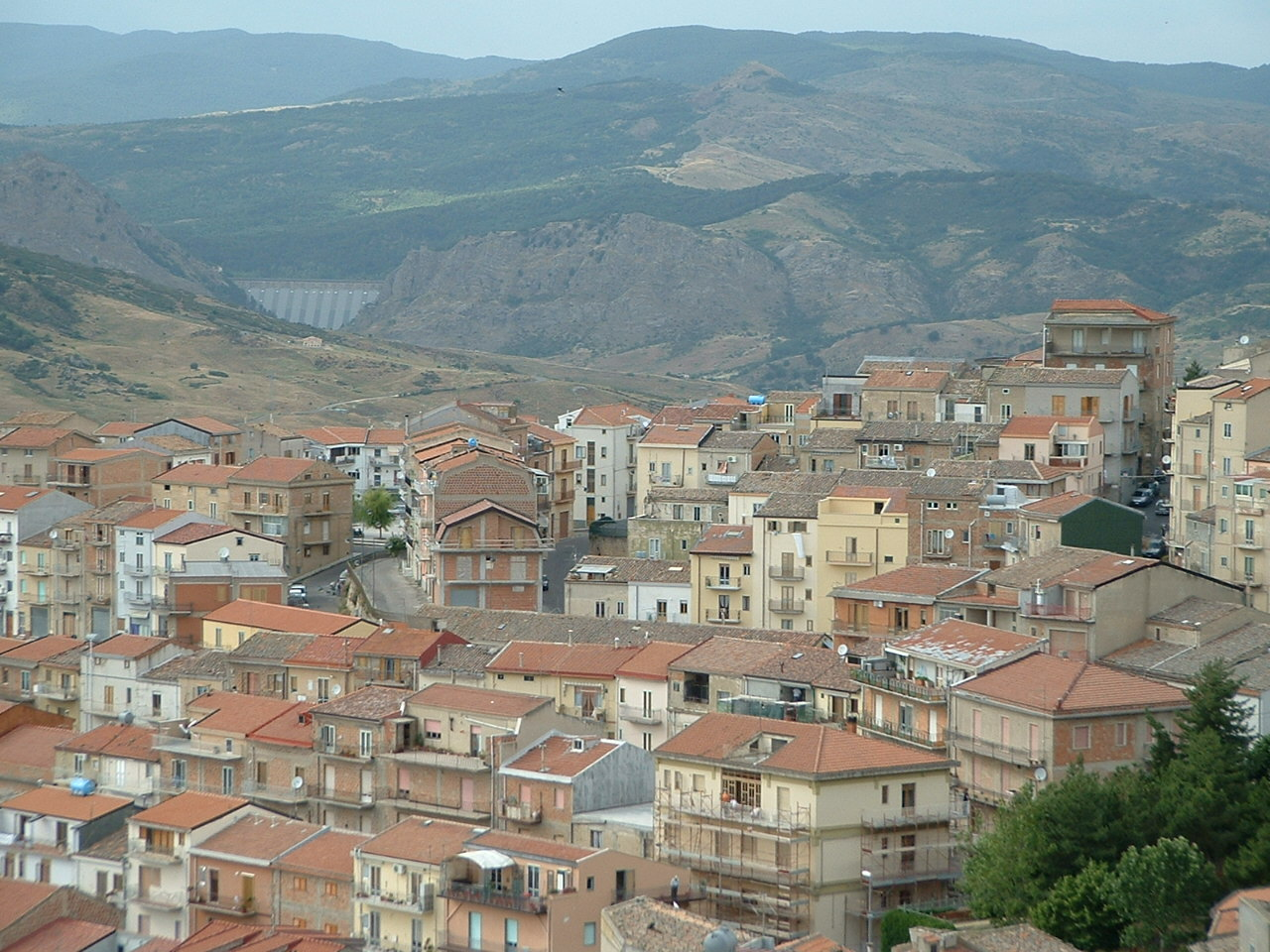
街並みとアンチパ湖の堤防
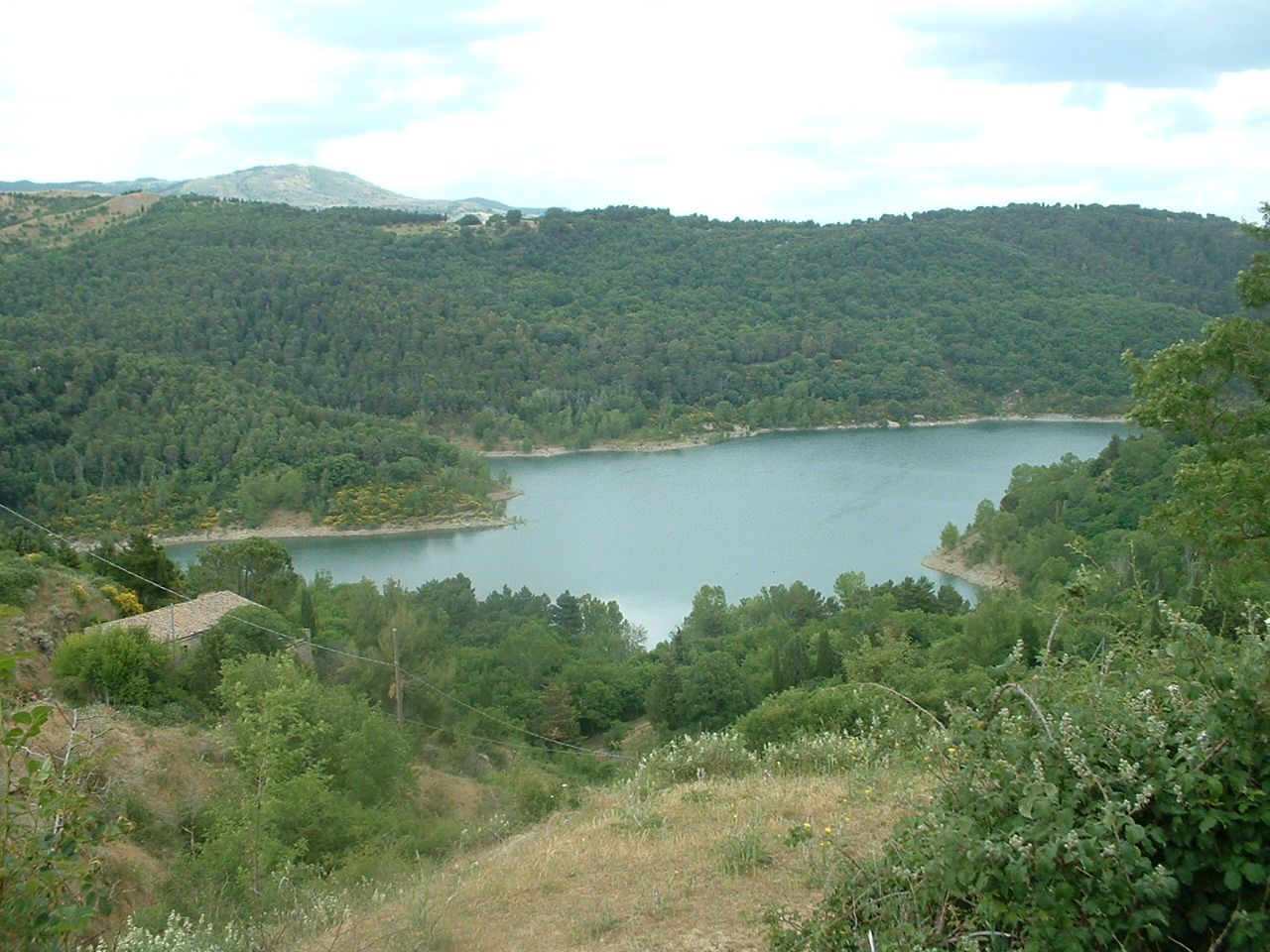
アンチパ湖
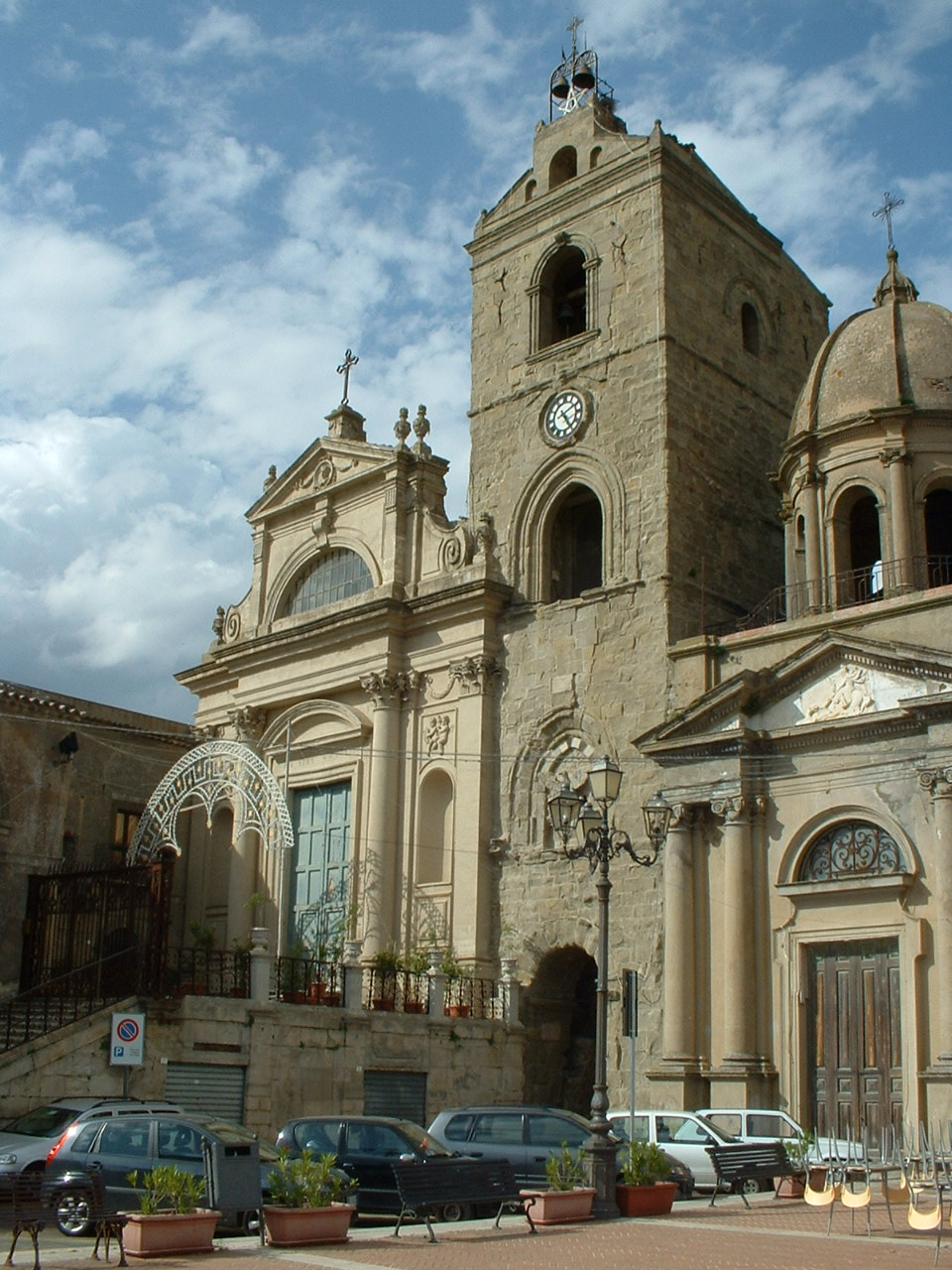
サンタ・マリア・アスンタ大聖堂とサン・ジョルジョ教会